# Indianoinocellia pilicornis
Indianoinocellia pilicornis is een kameelhalsvliegensoort uit de familie van de Inocelliidae. De soort komt voor in het noordoosten van Mexico.
Indianoinocellia pilicornis werd voor het eerst wetenschappelijk beschreven door Carpenter in 1959.